# Emiliano (console 276)
Emiliano (in latino Aemilianus; fl. III secolo) è stato un senatore romano.
Questore intorno al 237, fu console per la seconda volta nel 276, insieme all'imperatore Marco Claudio Tacito.
Essendo noto solo il suo cognomen, Aemilianus, viene identificato con il figlio di Fulvio Emiliano, console nel 244, di Lucio Fulvio Gavio Numisio Emiliano, console nel 249, o di ancora un altro Emiliano: non si conosce l'anno del suo primo consolato, sebbene non sia da escludere una identificazione col console del 259, Emiliano.